# Rugby Pack
Rugby Pack est une émission de télévision française diffusée sur beIN Sports depuis le 12 avril 2013 et présentée par Rodolphe Pires avec à ses côtés Louis Bonnery, Éric Bonneval et Dimitri Yachvili.

## Principe
L'émission, hebdomadaire, analyse l'actualité du rugby à XIII, à savoir de la Super League, de la National Rugby League, ainsi que du rugby à XV, à savoir le Top 14 et la RaboDirect Pro12 durant 60 minutes. Lors de la saison 2014-2015, elle est diffusée dans un premier temps le dimanche de 12h30 à 13h30. Avec l'acquisition des droits télévisuels des Coupes d'Europe de rugby à XV, elle est diffusée de 13h à 14h, toujours le dimanche, juste avant le match de Champions Cup prévu juste après. L'émission est alors exceptionnellement présentée par Darren Tulett et délocalisée sur le site dudit match.
Depuis 2018, une version spéciale Europe est diffusée les week-ends de Champions Cup pour encadrer l'ensemble des matchs diffusés sur BeIn Sports 1. Cette version est présentée par un journaliste, Vincent Pochulu, et un consultant, Nicolas Jeanjean.

## Histoire
En début d'année 2013, de nombreuses annonces font état de la création d'un magazine hebdomadaire autour du rugby sur la chaîne BeIn Sports. L'émission est pressentie pour se nommer « Rugby League Extra » mais finalement adopte le nom de Rugby Pack. Sa première diffusion a lieu le 12 avril 2013. Présenté par Rodolphe Pires, il s'entoure de deux collaborateurs, Louis Bonnery pour la partie rugby à XIII et Éric Bonneval pour la partie rugby à XV.
L'objectif de l'émission est de balayer l'actualité du rugby à XIII et du rugby XV. Concernant le rugby à XIII, l'émission met l'accent sur la Super League et de la National Rugby League dont elle a les droits télévisuels. Concernant le rugby à XV, elle met l'accent sur RaboDirect Pro12 dont elle a les droits télévisuels ainsi que le Championnat de France et d'Angleterre.
L'émission est également entièrement consacrée à la Champions Cup et la Challenge Cup les week-ends où ces compétitions se disputent.